# Ritualisme (anglicanisme)
Pour les articles homonymes, voir Ritualisme.
 (décembre 2023).
Si vous disposez d'ouvrages ou d'articles de référence ou si vous connaissez des sites web de qualité traitant du thème abordé ici, merci de compléter l'article en donnant les références utiles à sa vérifiabilité et en les liant à la section « Notes et références ».
Le ritualisme est un courant spirituel anglican apparu au XIXe siècle en conséquence du Mouvement d'Oxford.

## Un but: faire revenir les fidèles à l'Église
L'héritage du mouvement d'Oxford laisse une marque importante dans la vie religieuse de l'Angleterre, et les héritiers du mouvement reprennent la mission de leurs prédécesseurs : faire revenir les fidèles à l'Église, une Église à laquelle ils ne faisaient pourtant plus guère confiance.
Pour ce faire, l'Église se veut plus visible dans le paysage anglais, et plus ostentatoire dans ses cérémonies, ses rites. Par exemple, le port de la soutane est instauré pour les clercs, que ce soit lors de l'office ou hors des églises. L'usage de l'encens lors de cérémonies est préconisé, tout comme celui de musique sacrée.
L'Église doit trouver ou retrouver une vocation spectaculaire, vocation qu'elle a perdu, tombant dans une léthargie coupable et combattue par le Mouvement d'Oxford, puis par le ritualisme dont le nom lui-même montre cet attachement au rite, à sa signification et à sa force. Pour cela, le ritualisme se trouve souvent associé au mouvement d'Oxford, et surtout aux conversions que celui-ci a pu entrainer.

## Un mouvement ancien réactualisé
Le ritualisme n'est pas nouveau en Angleterre. Déjà au XVIIIe siècle, des manifestations pouvant s'y apparenter avaient vu le jour. Mais dans le contexte du XIXe siècle, celui du mouvement d'Oxford, le ritualisme prend une importance toute particulière. Le mouvement d'Oxford conduit par John Henry Newman et le ritualisme ont en commun qu'ils veulent réformer l'anglicanisme par une tentative sinon similaire, tout du moins assez simultanée (dans les environs des années 1820-1850).